# Szép Magyarország magazin
A Szép Magyarország magazin egy történelmi-kulturális és utazási magazin hivatkozás címe. Megjelenik 2004 óta, ezzel a legrégebbi olyan jelenleg is kapható utazási kiadvány, amelyik teljes egészében belföldi látnivalók bemutatását vállalta fel, és a nagyközönségnek szól (azaz például nem túrázóknak).

## A magazin szerkesztési elvei
A Szép Magyarország magazin lapszámainak megjelenését hosszas, olykor több hónapig tartó kutatómunka előzi meg. Ez idő alatt a lap munkatársai több alkalommal keresik fel a bemutatásra kerülő helyszínt, beszélnek azokkal a szakemberekkel, akik kutatták és a legjobban ismerik a témát, valamint könyvtárak állományában néznek utána a fellelhető szakirodalomnak. Ennek az alapos előkészítőmunkának az eredménye, hogy a magazinban mindig a legfrissebb kutatási eredményekről tudnak beszámolni az olvasóinknak. Képriportjaik tartalmasak, ugyanakkor cikkeink szövege bárki számára könnyen érthető. 
A lap tartalmával a szakemberek szeretetét és elismerését is kivívták; munkájuk során számíthatnak a Műemlékek Nemzeti Gondnoksága és a Kulturális Örökségvédelmi Hivatal szakmai támogatására is. A Szép Magyarország magazin írásainak szellemisége a múltból táplálkozik, de a jövőbe üzen. A lapban olyan értékeket mutatnak fel, amelyek fölött általában elsiklik a tekintet, pedig pótolhatatlanok a számunkra. Szándékuk, hogy írásaikkal a bemutatott helyszínek felkeresése mellett az olvasókat az adott korszak jobb megismerésére, az olvasottak tovább gondolásra is ösztönözzék. Ezért, valamint a magazinban megjelenő művészi fényképekért és egyedi rendelésű grafikákért vallják azt, hogy a Szép Magyarország magazin több mint újság: egy kortárs művészeti alkotás.

## A magazin jellemzői
Több oldalas, bőséges és nagy méretű képanyaggal, valamint látványos grafikákkal (térképekkel, egyedi rajzokkal) illusztrált képriportok

## A magazin díjai
A magazin szerkesztősége 2007-ben megkapta a Műemlékek Nemzeti Gondnoksága által alapított, Jövő Nemzedékért díjat, a 2006 évi harmadik lapszámban megjelent egyik cikk pedig első helyezést ért el a Zsolnay-gyár médiapályázatán (Ugyanitt a lap fotósa, Opitz Tamás 2005-ben második helyezett volt a lapban megjelent fotóanyagával.)

## A magazin állandó munkatársai
- Bukovszky Balázs, alapító-főszerkesztő
- Opitz Tamás, fotóművész